# Dink Trout
Francis Trout, meglio noto come Dink Trout (Los Angeles, 18 giugno 1898 – Hollywood, 26 marzo 1950), è stato un attore statunitense.

## Carriera
Ha debuttato come attore nel 1936, prendendo parte ad oltre 40 film.
Morì nel 1950, a 51 anni, durante un intervento chirurgico, ma riuscì a completare il doppiaggio del re dei cuori in Alice nel Paese delle Meraviglie, uscito l'anno seguente.

## Filmografia parziale
- Alice nel Paese delle Meraviglie (Alice in Wonderland), regia di Clyde Geronimi, Hamilton Luske e Wilfred Jackson (1951)